# Karl Llewellyn
Karl Nickerson Llewellyn (22 de maio de 1893 – 13 de fevereiro de 1962) foi um jurista Americano associado com a escola do realismo Jurídico. O “Journal of Legal Studies”  (Jornal de Estudos Jurídicos) apontou Llewellyn como um dos vinte juristas Americanos mais citados no século XX.

## Educação e Primeira Guerra Mundial
Llewellyn nasceu no dia 22 de maio de 1893 em Seattle, Washington, filho de pai Galês e mãe Inglesa. Cresceu no Brooklyn, em Nova Iorque, de onde não gostava, e portanto se mudou para Mecklenburg, na Alemanha, onde morou com a família de um amigo. Ficou na Alemanha por três anos, aprendeu alemão fluente e se destacou em ciências e matemática. Brevemente estudou na Universidade de Lausanne, na Suíça, antes de voltar aos Estados Unidos, onde tinha sido aceito na Universidade de Yale. Se destacou não apenas academicamente mas também em esportes, principalmente o boxe. Na primavera de 1914, entrou para a Sorbonne, em Paris, para estudar francês, latim, e direito. Foi durante sua estadia em Paris que a Primeira Guerra Mundial eclodiu. Llewellyn foi à Alemanha para se alistar mas não foi aceito por recusar-se a renunciar sua cidadania Americana. Porém, conseguiu juntar-se ao 78o Regimento de Infantaria Prussiana e em novembro de 1914 se feriu na Batalha de Ypres. Foi condecorado com a Cruz de Ferro Alemã e passou três meses no hospital militar de Nürtingen. 

## Carreira Acadêmica
Em 1915 retornou a Yale, onde ingressou para a Faculdade de Direito, e foi editor chefe do jornal Yale Law Journal, e também escreveu vários artigos. Se formou em 1918 magna cum laude, passou o exame do Bar (ordem dos advogados) de Connecticut, e concluiu seu doutorado em direito no ano de 1920. No mesmo ano, buscando adquirir mais experiência prática como advogado antes de focar em uma carreira acadêmica, começou a trabalhar no departamento jurídico do National City Bank (hoje Citibank) em Nova Iorque. Em 1923, após voltar a dar aulas em Yale e abandonar a carreira de advogado, Llewellyn foi transferido para a Universidade de Columbia, onde sua esposa estava concluindo seus estudos. Ficou em Columbia até 1951, e neste tempo escreveu vários livros importantes, como o The Bramble Bush: On Our Law and Its Study (1931), uma adaptação de uma série de aulas e palestras que ele escreveu entre 1929-1930, quando foi o primeiro professor de jurisprudência da universidade de Columbia. Escreveu também, no mesmo ano, o livro que seria referência em direito empresarial, Cases and Materials on the Law of Sales.

## Realismo Jurídico
As teorias de realismo jurídico de Llewellyn, apresentadas no The Bramble Bush, lhe trouxeram bastante atenção. Llewellyn declarou que opiniões jurídicas deveriam ser examinadas para ver o quanto os juízes são influenciados fatores que podem não ter relação com a lei. Ele escreveu que, “a longo prazo, para a re-estruturação em larga escala e crescimento de doutrinas e de nossas instituições jurídicas, … as mudanças quase despercebidas, …são mais significativas do que os casos históricos marcantes”. Logo, segundo ele, os advogados deveriam ser treinados para formularem argumentos persuasivos que enfatizem os fatores particulares de um caso, já que esses fatos, às vezes, tem um efeito mais importante no resultado do que a lei aplicável.
Os críticos de suas teorias argumentavam que, na prática, o realismo jurídico seria demasiado difícil para ser aplicado. Segundo eles, sob o sistema de jurisprudência de um advogado poderia ser requerido a se dedicar de uma forma ridícula para argumentar um caso corretamente, na tentativa de aprender todos os possíveis fatores que poderiam influenciar seus casos. Como resultado, as teorias de realismo jurídico de Llewellyn nunca substituíram a visão do direito como um conjunto de regras bem-definidas a serem aplicadas à casa situação específica.
Llewellyn ainda escreveu em campos de estudo não relacionados ao direito, incluindo um livro antropológico, The Cheyenne Way (1941), um estudo sobre a disputa entre os índios Cheyenne. Foi um membro ativo da Legal Aid Society, da American Civil Liberties Union, e da National Association for the Advancement of Colored People (NAACP)
Faleceu de um ataque cardíaco em Chicago no dia 13 de fevereiro de 1962. Seu professor e mentor, Arthur Corbin, escreveu que “o mundo está mais pobre porque ele se foi; e está mais rico porque ele viveu”.  

## Publicações
- 1930: A amoreira: Sobre a Lei e Seu Estudo (1930), escrito especialmente para o primeiro ano de estudantes de direito. Uma nova edição, editado e com uma introdução por Steven Sheppard, foi publicado em 2009 pela Oxford University Press.
- 1941: A Cheyenne Forma (com E. Adamson Hoebel) (1941), da Universidade de Oklahoma Press.
- 1960: A Tradição do Common Law-Decidir Recursos (1960), Little, Brown and Company.
- 1962: Jurisprudência: Realismo na Teoria e na Prática (1962).
- 1989: O Caso do Sistema de Direito na América, editado e com uma introdução por Paulo Gewirtz, University of Chicago Press.
- 2011: A Teoria das Regras, editado e com e Introdução por Frederick Schauer, University of Chicago Press

## Leitura complementar
- William Twining. Karl Llewellyn e o Movimento Realista. London: Weidenfeld and Nicolson 1973; Norman, Oklahoma: University of Oklahoma Press, 1973.
- George W. Liebman. A Tradição do Common Law: Um Retrato Coletivo de Cinco juristas. New Brunswick: Transaction Publishers 2005.
- Mathieu Deflem. Sociologia do Direito: Visões de uma Tradição Acadêmica. Cambridge; Nova Iorque: Cambridge University Press, 2008.
- Roger Cotterrell. A Política de Jurisprudência. Segunda versão, revisada e ampliada. Oxford: Oxford University Press, 2003.
- Neil Duxbury. Padrões de Jurisprudência Americana. Oxford: Oxford University Press.